# يو بيونك-اوكي
يو بيونك-اوكي (ولد في 2 مارس 1964): لاعب كرة قدم سابق من كوريا الجنوبية كان يلعب في مركز الدفاع. لعب مع منتخب كوريا الجنوبية لكرة القدم في كأس العالم 1986. ولعب أيضا لنادي جامعة هانيانغ على الصعيد المحلي.

## وصلات خارجية
- يو بيونك-اوكي على موقع الاتحاد الدولي (مؤرشف)  (الإنجليزية)
- يو بيونك-اوكي على موقع دوري كوريا الجنوبية (الإنجليزية)
- يو بيونك-اوكي على موقع قاعدة بيانات كرة القدم.إي يو (الإنجليزية)
- يو بيونك-اوكي على موقع ناشيونال فوتبول تيمز (الإنجليزية)